# Емерсон (Небраска)
Емерсон (енгл. Emerson) град је у америчкој савезној држави Небраска.

## Демографија
По попису из 2010. године број становника је 840, што је 23 (2,8%) становника више него 2000. године.
| Група             | 2000.       | 2010.       |
| Белци             | 755 (92,4%) | 771 (91,8%) |
| Афроамериканци    | 0 (0,0%)    | 1 (0,1%)    |
| Азијати           | 6 (0,7%)    | 1 (0,1%)    |
| Хиспаноамериканци | 45 (5,5%)   | 47 (5,6%)   |
| Укупно            | 817         | 840         |